# Maitum
Maitum es un municipio filipino de segunda categoría, situado al sur de la isla de Mindanao. Forma parte de la provincia de Sarangani situada en la región administrativa de Soccsksargen también denominada Región XII. Para las elecciones está encuadrado en el único distrito electoral de esta provincia.

## Barrios
El municipio  de Maitum se divide, a los efectos administrativos, en 19 barangayes o barrios, conforme a la siguiente relación:
| - Bati-án - Kalaneg - Kalaong - Kiambing | - Kiayap - Mabay - Maguling - Malalag | - Mindupok - Nueva La Unión - Antigua Población - Pangi | - Pinol - Sisón - Ticulab - Tuanadatu | - Upo - Wali - Zión |  |

## Historia

### Influencia española

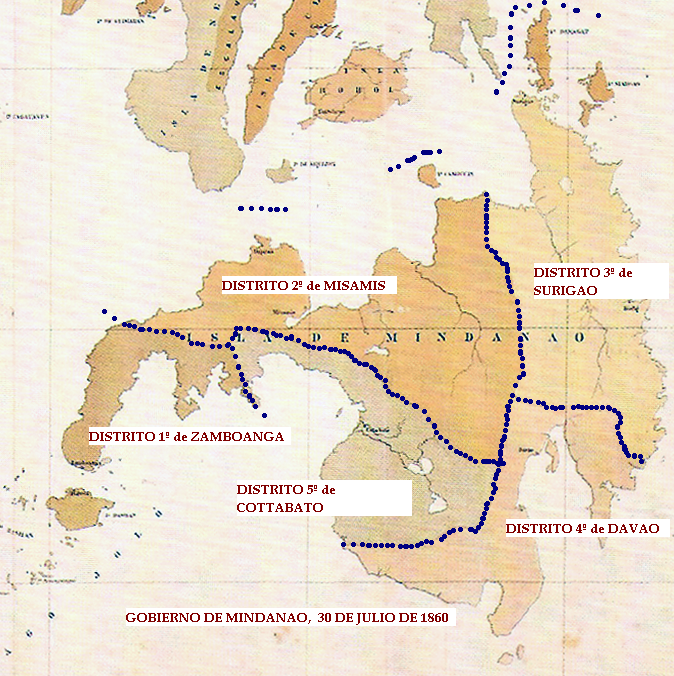
Gobierno de Mindanao: Los 5 distritos creados por Real Decreto de 30 de julio de 1860.

El distrito 4º de Dávao, llamado antes Nueva Guipúzcoa, cuya capital era el pueblo de Dávao e incluía la comandancia de Mati, formaba  parte de la Capitanía General de Filipinas (1520-1898).

### Independencia
El 7 de mayo de 1959 los barrios de Maitum, Maitum Alto, Maguling, Ticulab, Luan, Mindupok, Lanao, Talukao, Kalaong Mabay, Penal, Kalanig, Malalag, Malalag Alto, Kiayap, Sison, Kambojan, Kiambing, Saub, Milbuk, Linao y Takal, hasta entonces pertenecientes al municipio de  Kiamba, pasan a formael nuevo municipio de Maitum cuyo ayuntamiento queda establecido en el barrio del mismo nombre.
En 1966 fue creada la provincia de Cotabato del Sur.
Hasta 1992 esta provincia formaba el Tercer Distrito de Cotabato del Sur.
La provincia fue creada por Ley de la República N º 7228 de 16 de marzo de 1992, a iniciativa del congresista, James L. Chiongbian. Su esposa, Priscilla L. Chiongbian fue el primer gobernador de Sarangani, por lo que se les conoce como el Padre y la Madre de esta provincia.